# نسيج نخاعي

رسم تخطيطي شامل يوضح تطور خلايا الدم المختلفة من الخلايا الجذعية المكونة للدم إلى الخلايا الناضجة في كل من الأنساب النخاعية واللمفاوية.

الصفة نخاعي أو نقوي (بالإنجليزية: myeloid)‏ هي صفة تشتق اسمها إما من علاقتها بالنخاع العظم (أو نقي العظم) أو تشبهها به. والصفة نخاعي المنشأ (بالإنجليزية: myelogenous)‏ تعنى ناشئة من نخاع العظم. في عملية تكوين الدم (hematopoiesis) يرتبط هاتان المصطلحان بكرات الدم التي تنشأ من خلية أبوية واحدة (خلية أبوية نخاعية عامة) لكل من كرات الدم البيضاء والخلايا اللمفية والخلايا المحببة والصفائح الدموية.

رسم تخطيطي يوضح تطور خلايا الدم المختلفة من الخلايا الجذعية (stem cel) المكونة للدم (haematopoietic) إلى الخلايا الناضجة (mature cells)

في تكوين الدم، الخلايا النخاعية أو النخاعية هي خلايا الدم التي تنشأ من خلية سلفية (بالإنجليزية: progenitor cell) للخلايا المحببة (بالإنجليزية:granulocytes )أو الخلايا الوحيدة (بالإنجليزية: monocytes) أو كريات الدم الحمراء (بالإنجليزية: erythrocytes)أو الصفائح الدموية (بالإنجليزية:platelets )(السلف النخاعي الشائع، وهو (CMP أو CFU-GEMM)  
أو بمعنى أضيق غالبًا ما تستخدم أيضًا، وتحديدًا من سلالة الأرومة النخاعية (الخلايا النخاعية، والخلايا الوحيدة، وأنواع بناتهم).وهكذا، على الرغم من أن جميع خلايا الدم، حتى الخلايا الليمفاوية، تولد بشكل طبيعي في نخاع العظام عند البالغين، يمكن تمييز الخلايا النخاعية عن الخلايا الليمفاوية، حيث أن الخلايا الليمفاوية، التي تأتي من الخلايا السلفية اللمفاوية الشائعة (lymphoid progenitor cells) التي تؤدي إلى ظهور الخلايا البائية (B cells) والخلايا التائية (T cells).
لا يكتمل تمايز هذه الخلايا (أي تكوين اللمفاويات (lymphopoiesis)) حتى تهاجر إلى الأعضاء الليمفاوية مثل الطحال والغدة الصعترية للبرمجة عن طريق تحدي المستضد (antigen challenge). وهكذا، بين الكريات البيض، يرتبط مصطلح النخاع الشوكي بالجهاز المناعي الفطري، على عكس اللمفويد، المرتبط بجهاز المناعة التكيفي. وبالمثل، يشير مصطلح نقي (myelogenous) عادةً إلى خلايا الدم البيضاء غير اللمفاوية،  ويمكن استخدام الكريات الحمر erythroid في كثير من الأحيان للتمييز بين «كريات الدم الحمراء» من الإحساس النخاعي (myeloid) واللمفوي (lymphoid).
تحتوي جملة تكوُّن النخاع myelopoiesisع لى العديد من الحواس بطريقة تتوازى مع تلك الموجودة في النخاع myeloid, وتشكيل النخاع (myelopoiesis) هو التكوين المنظم على وجه التحديد للكريات البيض النخاعية (الخلايا النخاعية)(myelocytes)، مما يسمح بإحساس تكوين النخاع myelopoiesis هذا بالتناقض مع تكوُّن الكريات الحمر وتكوُّن الدم اللمفاوي عادة ما يتم إنتاج الخلايا في النخاع عند البالغين).
تتعلق الأورام النخاعية دائمًا بنسب خلايا نخاع العظم وترتبط بالخلايا المكونة للدم. يمكن أن توجد الأنسجة النخاعية أيضًا في الكبد والطحال عند الأجنة، وأحيانًا حتى عند البالغين أيضًا، مما يؤدي إلى تكون الدم خارج النخاع.
هناك إحساس آخر بالتهاب النخاع الشوكي يعني «متعلق بالحبل الشوكي»، ولكنه أقل شيوعًا. لا ينبغي الخلط بين النخاع الشوكي والميلين، في إشارة إلى طبقة عازلة تغطي محاور العديد من الخلايا العصبية.